# Carolina Mariani
Claudia Carolina Mariani Ambrueso (Buenos Aires, 11 de agosto de 1972) es una deportista argentina que compitió en judo.
Ganó una medalla en el Campeonato Mundial de Judo de 1995, y seis medallas en el Campeonato Panamericano de Judo entre los años 1990 y 1998. En los Juegos Panamericanos consiguió tres medallas entre los años 1991 y 1999.
Participó en tres Juegos Olímpicos de Verano entre los años 1992 y 2000, sus mejores actuaciones fueron dos séptimos puestos logrados en Barcelona 1992 y Atlanta 1996, ambos en la categoría de –52 kg.
Carolina fue abanderada de la delegación argentina en la ceremonia de inauguración de los Juegos Olímpicos de Atlanta 1996.

## Palmarés internacional
| Campeonato Mundial      | Campeonato Mundial              | Campeonato Mundial | Campeonato Mundial |
| Año                     | Lugar                           | Medalla            | Categoría          |
| ----------------------- | ------------------------------- | ------------------ | ------------------ |
| 1995                    | Chiba (Japón)                   | Medalla de plata   | –52 kg             |
| Juegos Panamericanos    |                                 |                    |                    |
| Año                     | Lugar                           | Medalla            | Categoría          |
| 1991                    | La Habana (Cuba)                | Medalla de bronce  | –52 kg             |
| 1995                    | Mar del Plata (Argentina)       | Medalla de plata   | –52 kg             |
| 1999                    | Winnipeg (Canadá)               | Medalla de plata   | –52 kg             |
| Campeonato Panamericano |                                 |                    |                    |
| Año                     | Lugar                           | Medalla            | Categoría          |
| 1990                    | Caracas (Venezuela)             | Medalla de bronce  | –52 kg             |
| 1992                    | Hamilton (Canadá)               | Medalla de oro     | –52 kg             |
| 1994                    | Santiago de Chile (Chile)       | Medalla de oro     | –52 kg             |
| 1996                    | San Juan (Puerto Rico)          | Medalla de oro     | –52 kg             |
| 1997                    | Guadalajara (México)            | Medalla de plata   | –52 kg             |
| 1998                    | Santo Domingo (Rep. Dominicana) | Medalla de plata   | –52 kg             |